# Ewa Carlsson
Ewa Carlsson, född Eva Maria Karlsson 13 augusti 1957 i Norrköping, är en svensk skådespelare.

## Biografi
Carlsson inledde sina teaterstudier vid Skara Skolscen och kom så småningom in vid Scenskolan i Malmö 1979–1982. Efter studierna engagerades hon vid Helsingborgs stadsteater. Hon fick ett genombrott som skådespelare 1985 när hon spelade huvudrollen i TV-serien Jane Horney. Hon är nog mest känd som Margareta Lager i Rederiet.

## Filmografi
- 1985 – Jane Horney (TV-serie)
- 1986 – Alla vi barn i Bullerbyn
- 1986 – Walter og Carlo - yes, det er far
- 1987 – En flicka kikar i ett fönster
- 1987 – Lysande landning
- 1987 – Etter Rubicon
- 1987 – Mer om oss barn i Bullerbyn
- 1988 – Stoft och skugga (TV-serie)
- 1988 – Påsk
- 1988 – Det är långt till New York
- 1988 – Råttornas vinter
- 1989 – Varuhuset (TV-serie)
- 1989 – Hassel – Terrorns finger
- 1989 – Hunden som log
- 1990 – Kärleksnatten
- 1993 – Älska, älskar inte
- 1996 – Zonen (TV-serie)
- 1996 – Polisen och pyromanen (TV-serie)
- 1996 – Astrid bor fortfarande inte här
- 1996–2001 – Rederiet (TV-serie)
- 1997 – Emma åklagare (TV-serie)
- 2000 – Sleepwalker
- 2007 – Beck – Gamen

## Teater

### Roller
| År   | Roll         | Produktion                                                      | Regi         | Teater                   |
| ---- | ------------ | --------------------------------------------------------------- | ------------ | ------------------------ |
| 1983 | Mariane      | Den girige (L'Avare ou l'École du mensonge) Molière             | Hans Polster | Helsingborgs stadsteater |
| 1983 | Donna Elvira | Don Juan (Dom Juan ou Le Festin de pierre) Molière              | Hans Polster | Helsingborgs stadsteater |
| 1984 | Mae          | Katt på hett plåttak (Cat on a Hot Tin Roof) Tennessee Williams | Tom Deutgen  | Helsingborgs stadsteater |
| 1984 | Hugenberg    | Lulu Frank Wedekind                                             | Hans Polster | Helsingborgs stadsteater |